# پرستاری مراقبت از زخم، اوستومی و بی‌اختیاری
پرستاری مراقبت از زخم، اوستومی و بی اختیاری (به انگلیسی: Wound, ostomy, and continence nursing) یک تخصص پرستاری است که درگیر درمان بیماران دچار زخمهای حاد و مزمن و اوستومیها بر اساس روش شاهد-مبنا است. بخش اخیر شامل مشکلات اختیار مثانه و روده و کنترل مشکلات پوستی ناشی از این موقعیت‌ها است.

## منبع
مشارکت‌کنندگان ویکی‌پدیا. «Wound, ostomy, and continence nursing». در دانشنامهٔ ویکی‌پدیای انگلیسی، بازبینی‌شده در May ۲۰۱۳.